# Kevin Rozo
Kevin Rozo García (Miami, Estados Unidos, 1 de noviembre de 1994) es un futbolista Estadounidense de padres colombianos. Juega de mediocampista.

## Selección Juvenil
- Jugó en la Selección de Fútbol Sub-17 de Estados Unidos dirigida por Wílmer Cabrera.

## Clubes
| Club             | País           | Año         |
| ---------------- | -------------- | ----------- |
| Indy Eleven      | Estados Unidos | 2014        |
| Llaneros         | Colombia       | 2014 - 2015 |
| Patriotas Boyacá | Colombia       | 2016 - 2017 |